# Vantanea peruviana
Espèce
Statut de conservation UICN

 VU D2 : Vulnérable
Vantanea peruviana est une espèce de plantes à fleurs de la famille des Humiriaceae endémique du Pérou.

## Publication originale
- Candollea 5: 371. 1934.